# 太陽 (歌曲)
《太陽》（羅馬化：Mzeo）是格魯吉亞歌手瑪麗亞姆·瑪瑪達什維利的一首歌曲，她憑藉這首歌曲獲得了2016年歐洲青少年歌唱大賽的冠軍。同時她也在2017年歐洲青少年歌唱大賽的開幕式上演唱了這首歌曲。